# 염화 알릴
염화 알릴(Allyl chloride)은 화학식 CH2=CHCH2Cl의 유기 화합물이다. 이 무색 액체는 물에는 녹지 않지만 일반적인 유기 용매에는 녹는다. 이는 주로 플라스틱 생산에 사용되는 에피클로로히드린으로 전환된다. 프로필렌의 염소화 유도체이다. 이는 알킬화제이므로 취급이 유용하면서도 위험하다.

## 같이 보기
- 알릴기